# توكس
توكس، باللاتينية TOX أو T.O.X، هي دمج لكلمتين إنجليزيتين: Theory Of Xistance، هي فرقة راب جزائرية طابعها موسيقى الهيب هوب الجزائرية تأسست في مدينة وهران بالجزائر. تشكلت في عام 1996، وتتألف من بوربيع مالك (الشيخ مليك، فادا فكس) وأخيه أنيس بوربيع (banis,Machin Gun).

## الألبومات الأولى
تأسست فرقة توكس سنة 1996 في وهران بالجزائر. وأصدرت ألبومها الأول المؤلف من ستة أغاني، تحت عنوان «ماشي بصّح»، خلال عام 1998. قدمت عدة عروض موسيقية في وهران بمناسبة الاحتفالات الجامعية وحفلات موسيقية ومسابقات. في عام 1999 قامت بتسجيل تجميعية بعنوان وهراب Wahrap، نشر الألبوم بعد ذلك بعامين في فرنسا (بخمسة أغاني من تقديم فرقة توكس). في نفس العام من 99 شاركت الفرقة في مهرجان الجاز الدولي بفرنسا (Nancy Jazz Pulsations). وأحيت العديد من الحفلات الموسيقية في أنحاء الجزائر، والمهرجانات، والمسابقات، والفعاليات الطلابية، إلخ.
أصدرت الألبوم الثاني عام 2000 «غير هاك». لصعوبة العرض والتسجيل، أسست الفرقة دار للإنتاج تحت اسم La Base Prod. بنهاية 2002، أنتجت توكس شريط مزيج Hip Hop Guérilla جزء 1 ويعتبر أول إصدار لدار نشر تتخصص في الراب جزائريا. نشطت الفرقة حفلا في المركز الثقافي الفرنسي في9 نوفمبر 2003.
في أكتوبر 2003، قدمت الفرقة، إلى جانب العديد من فرق الراب الجزائرية، عرضًا في مدينة مارسيليا بفرنسا تحت عنوان La Friche بمعنى أرض البور، وكان بمناسبة سنة الجزائر في فرنسا.
انفرد بعدها فادا فكس بإخراج ألبومه El Facteur الفاكتور (ساعي البريد). الذي إنتجه وصممه بشكل مستقل عن الفرقة تحت علامة دار النشر La base Prod شارك فيه العديد من مغني الراب والمنتجين المحليين من مدينة وهران والجزائر العاصمة، وتم إصدار الألبوم في مايو 2004. قال فيها المغني الأساسي للقرقة فادا فيكس بهذا المعنى «أنا لا أخفي رغبتي في الابتكار وجلب أصوات جديدة لموسيقى الراب الجزائرية. الأرضية لا تزال عذراء، ولا يزال هناك الكثير من الأمور التي يتعين القيام بها [...] الراب الجزائري يحتاج إلى بنىة تحتية (إصدارات متخصصة، وعلامات، واستوديوهات) [...] لتظل صحيحة ولتجنب التقليد، ولتقوم على أساس الوحدة والتعاون لأن التأثير الشامل مهم أن يسود».

## فترة (2005-2009)
بحلول 2005، شاركت الفرقة في إنتاج عناوين وتعاونت مع العديد من مطربي الراي. وساهمت بشكل مباشر في الموسيقى التصويرية لفيلم Beur blanc rouge لمحمود زموري. خلال شهر سبتمبر2005 قامت الفرقة بإطلاق ألبوم جديد تحت عنوان TOX : The Mix-Tape احتوى على 25 أغنية، ميكس ومن تنسيق DJ Redha-Jay حيث شارك ثلاثة مغني راب من أصول جزائرية ومقيمين في فرنسا: نايلي، إيموهار وكسينوس. في تعليقة على شريط الأغاني، قال DJ Redha-jay : «إنها رغبة في إعادة موسيقى الراب الجزائرية بأحرفها النبيلة ومشاركة الجمهور الأصوات والموسيقى التي نستمع إليها ونحبها.».
في عام 2006، أحيت توكس ذكرى مقتل الشاب حسني (أيقونة الراي العاطفي) بعنوان H.A.S.N.I حسني، ودعمتها بفيديو كليب بادرت بنشره دار سن هوس Sun House. شارك فيها العديد من نجوم الراي يومها. أكمل ماشين غون (الملقب بانيز) رقم 2 في الفرقة ألبومه الفردي بعنوان Banis in Wonderland. صرح بخصوصه «أريد ألبومًا متاحًا للجميع مع احترام أصوات الهيب هوب [...] لدي رغبة حقيقية في الاحتفال بتاريخ الراب الجزائري بهذا الألبوم وأن يكون كلاسيكيًا من هذا النوع !!»[بحاجة لمصدر]. تضافرت جهود فرقة توكس مع Nailklan من أجل مشروع المعاهدة. احتوى على 10 أغاني بما في ذلك بعض ريمكسات ألبومات الفاكتور وLe Peuple orphelin لفادافكس بالإضافة لأغاني لنايلي. صدر الألبوم في نهاية يوليو 2008. واصلت الفرقتان عملها المشترك في مشروع آخر: في شريط موسيقي للهيب هوب Guérilla Vol 2، Pt II وDJ Mourad، DJ الدائم لـ Nailklan، هو الذي سيقوم بمزجها.
شهد عام 2007 تعاون توكس مع Def-One (Abrasax وXenos) على تجميع 14 أغنية بعنوان: Rap performance أي أداء الراب. تلاه مشروع بالتعاون مع Nailklan (Naili وDièz وDJ Mourad) بعنوان El Mou3ahada (The pact)، وهو ألبوم من 10 عناوين خليط بين بين ريمكسات وحصريات، بما في ذلك العنوان الرئيسي الرسالة (El Rissala). بفيديو كليب من إخراج نيكو إيكو.

## عقد 2010
تميزت سنة 2010 بشكل خاص بإصدار ألبومات فردية من قبل كل عضو من أعضاء الفرقة: Banis with Banis in Wonderland، ألبوم هجين، مزيج بين موسيقى الراب والموسيقى العالمية وl’univers de Banis؛ تأدية فادا فكس مع رمز المكتوب، أنتج بالكامل من قبل البيت مايكر وان دير. في سبتمبر 2011،
أفراد من الفرقة (Banis and Abrasax) يقومون بجولة في الولايات المتحدة، من واشنطن إلى نيويورك عبر شيكاغو ونيو أورلينز، جزءً من البرنامج الثقافي لسفارة الولايات المتحدة في الجزائر وجاءت هذه المبادرة بعد الحفلة الموسيقية التي ألقتها فرقة FEW الأمريكية في وهران في 30 يوليو 2010، قدمت توكس الجزء الأول من العرض خلال الدورة. في عام 2012، أنتج فادا فكس وباني شريطين مختلطين بعنوان الهدرة قليلة والشريط الموسيقي على التوالي. في نوفمبر 2012، شاركت الفرقة في الطبعة 12 من مهرجان هيب هوب دايز في ليل، فرنسا، جنبًا إلى جنب مع Youssoupha وMOP وRocé، إلخ؛ وسيحيون دورات أخرى في فرنسا.

## الجوائز
2014 : حصلت على جائزة المركز الثاني من StarAfrica Sounds 2014

## ديسكغرافيا

### ألبومات الاستوديو
- 1998 : ماشي بصّح (Lazer Éditions)
- 2000 : غِير هاك (إصدارات ريدسون)
- 2017 : Oscar Tango X-Ray : Version Beta :(La Base Prod)

### التجميعات
- 2000 : وهراب (Atool Music)
- 2003 : الجزائر في الموسيقى - L'Algérie en musique

### ميكس تايب
- 2002 : Hip Hop Guerrilla Vol 1
- 2005 : TOX la mixtape (Sun House Éditions)
- 2006 : Hip Hop Guerilla Vol 2، Pt 1
- 2007 : Hommage à Hasni ذكرى اغتيال حسني جزء2
- 2008 : Hip Hop Guerilla Vol 2، Pt 2
- 2010 : Forth and Back
- 2013 : Zone de Transite

### EP
- 2007 : Def-One et T.O.X - Rap Performance
- 2008 : Nailklan et T.O.X - El Mou3ahada
- 2013 : Remixé par Abrasax

## فيديو كليبات
- 2006 : HASNI - في ذكرى اغتيال الشاب حسني (إخراج الصديق بومالة) - تجميع HASNI جزء 2
- 2007 : ما نلعبوش مع Def-One (إخراج الصديق بومالة) - مقتطف من مجموعة Rap Performance
- 2008 : الرسالة مع Nailklan (إخراج نيكو إيكو) - من ألبوم المعاهدة
- 2009 : ستورا درب (إخراج الصديق بومالة) - مقتطف من شريط مزيج فادا فكس: El Azma.
- 2009 : المر (إخراج الصديق بومالة) - مقتطف من شريط مزيج فادا فكس: El Azma.
- 2010 : شوف الجرح - من ألبوم فردي لفادا فكس، رمز المكتوب
- 2011 : 2062 (إخراج فادا فكس) - مقتطف من ألبوم Banis الفردي -  Banis au pays des merveilles
- 2012 : Ngaber نجابر - مستخرج من تجميعية Banis الشريط الموسيقي
- 2012 : أنا عييت - مستخرج من شريط الشيخ مالك الهدرة قليلة
- 2013 : N°69.31 + 213 41 - T.O.X chez Oster Lapwass (إخراج Oster Lapwass)
- 2013 : قرقابو - مقتطف من prochain street album Beta
- 2016 : ماشي كي مداري - مقتطف من شريط مزيج لفادا فكس (حبر على ورق)

## فهرس
- فئات الاقتراض في أغاني الراب في الجزائر مثال المجموعات: TOX وMBS وDouble Canon، في التآزر الجزائر عدد 8 - 2009، الصفحات 139-147

## مذكرات ومراجع
1. 1 2  "Institut Français d'Oran UNDER KONTROL, WATCHA CLAN, RAACHAN AHMAD, TOX — Oran". www.if-algerie.com. مؤرشف من الأصل في 2020-08-09. اطلع عليه بتاريخ 2021-12-09.
2. ↑  "[VIDÉO] Entretien avec T.O.X Groupe de RAP algérien". Algérie Focus (بfr-FR). 21 May 2009. Archived from the original on 2021-12-09. Retrieved 2021-12-09.{{استشهاد ويب}}:  صيانة الاستشهاد: لغة غير مدعومة (link)
3. ↑  "Fada Vex - الشيخ مليك - Le Rap Algérien est dans la place !!". https://l-hit.com/ (بالفرنسية). Archived from the original (html) on 2021-12-28. {{استشهاد ويب}}: روابط خارجية في |موقع= (help)
4. ↑  "Culture : TOX à la salle Atlas All you need is love hip hop !". https://www.lesoirdalgerie.com/ (بالفرنسية). 2014. Archived from the original (texte) on 2021-12-09. {{استشهاد ويب}}: روابط خارجية في |موقع= (help)
5. 1 2 3 4 5 6 7  "Culture : TOX à la salle Atlas - All you need is love hip hop !". lesoirdalgerie.com. مؤرشف من الأصل في 2023-08-19. اطلع عليه بتاريخ 23 août 2017. {{استشهاد ويب}}: تحقق من التاريخ في: |تاريخ الوصول= (مساعدة).
6. ↑  "Quand le rap rime avec le melhoun". El Watan. 22 avril 2008. مؤرشف من الأصل في 24 سبتمبر 2015. اطلع عليه بتاريخ 14 ديسمبر 2021. {{استشهاد ويب}}: تحقق من التاريخ في: |تاريخ= (مساعدة).
7. ↑  DAOUDI, Bouziane. "La capitale du raï adopte le rap. Le Festival d'Oran s'ouvre au hip-hop, pratiqué par 40 groupes de la ville". Libération (بالفرنسية). Archived from the original on 2021-12-09. Retrieved 2021-12-09.
8. ↑  "RAP ALGERIEN « Entre les deux rives » – Coup de soleil en Auvergne-Rhône-Alpes". www.coupdesoleil-rhonealpes.fr. مؤرشف من الأصل في 2021-12-09. اطلع عليه بتاريخ 2021-12-09.
9. ↑  Clerfeuille, Sylvie (14 Nov 2014). "StarAfrica Sounds 2014". Afrisson (بfr-FR). Archived from the original on 2021-12-09. Retrieved 2021-12-09.{{استشهاد ويب}}:  صيانة الاستشهاد: لغة غير مدعومة (link)
10. ↑  "Le groupe algérien TOX parmi les lauréats". https://www.liberte-algerie.com/ (بالفرنسية). 2014. Archived from the original (PDF) on 9 ديسمبر 2021. Retrieved 2021. {{استشهاد ويب}}: تحقق من التاريخ في: |تاريخ الوصول= (help) and روابط خارجية في |موقع= (help)
11. ↑  liberte-algerie.com. "Le groupe algérien TOX parmi les lauréats: Toute l'actualité sur liberte-algerie.com". http://www.liberte-algerie.com/ (بالفرنسية). Archived from the original on 2021-12-09. Retrieved 2021-12-09. {{استشهاد ويب}}: روابط خارجية في |موقع= (help)